# 第五海洋丸の遭難
第五海洋丸の遭難（だいごかいようまるのそうなん）は、1952年（昭和27年）9月24日、海底火山の明神礁の調査を行っていた日本の海上保安庁の海洋測量船「第五海洋丸」が消息を絶ち、その後発見された漂流物などから、噴火に巻き込まれて沈没したことが判明した海難事故。地質学者の田山利三郎や河田喜代助を含む、乗組員31名全員が犠牲となった。
日本の火山研究史上未曾有の悲劇、日本の海洋調査史上最大の悲劇、世界の火山観測史上未曾有の大惨事、世界の測量史上未曾有の大事件などとされ、一般社会にも大きな衝撃を与えた。

## 第五海洋丸
第五海洋丸（だいごかいようまる）は、太平洋戦争中に大日本帝国海軍が建造した6隻の海洋測量船（200トン型海洋観測船）の一隻で、当初の名称は「第五海洋」だった。1942年（昭和17年）7月に三菱重工業下関造船所で竣工し、姉妹船として「第一海洋」から「第六海洋」までが存在した。
もともと、海軍水路部には特設測量艦「第三十六共同丸」や潜水母艦を改造した測量艦「駒橋」が存在した。これらの任務は海岸測量の作業地への班員輸送、作業地沖合の測深などの作業への従事であったほか、戦時中には敵前測量の敢行と速成海図の艦隊への供給などを行っていた。そのため、測量艦とは別に、文官で運営できる水路部専用の海洋観測船の建造が望まれた。こうした経緯から1937年（昭和12年）に建造の構想が立てられ、翌々年には1隻目となる「第一海洋」が竣工している。
これら6隻は横須賀海軍基地の水路部に所属し、海象観測や気象観測に従事した。戦争末期には特攻艇「震洋」や小型潜水艇「海龍」から成る第一特攻戦隊の司令艇となった。1943年（昭和18年）に第五、第六の2隻は、アリューシャン列島のキスカ島撤退作戦に参加し、往復時に気象・海象観測を行っている。
1944年（昭和19年）に第四、第五を除く4隻は沈没。終戦後、残った2隻は新たに設立された海上保安庁へ移管され、「第四海洋丸」「第五海洋丸」と改称されて、再び水路部（現・海洋情報部）で海洋測量船としての作業に従事した。
重量は200総トン、全長34メートル。400馬力のディーゼルエンジン1基を備え、最高速力は11.5ノットの鋼鉄船だった。

## 事故の経過

### 調査の背景
1952年（昭和27年）9月17日午前7時15分ごろ、静岡県焼津市の漁船「第十一明神丸」が、ベヨネース列岩東方の海域で、海底火山の噴火を発見した。翌18日早朝には海上保安庁の巡視船「しきね」が現地を確認し、発見報告した船の名前にちなんだ「明神礁」の仮称を付けた。
この周辺は有名な漁場でもあるため、水産の面から噴火による影響の調査、また航海保安の面から付近一帯の測深など、調査すべき重要な問題があった。そこで東京水産大学からは「神鷹丸」が、海上保安庁水路部（現・海洋情報部）からは「第五海洋丸」が、それぞれの任務を持って派遣されることとなった。
当時水路部部長を務めていた須田皖次は遭難事故後、会う人ごとに「どうして船を出したか」という質問を受けたといい、当時は明神礁の位置が報告によって様々で確定できておらず、付近航行船舶の安全のために一刻も早く明神礁の正確な情報を公表する必要があったこと、調査団派遣の会議場では「決して危険を犯すな。どうせ今後二次三次と探検船を出すから無理をするな」と繰り返し注意をしたという事実と共に、次のように述べている。

### 出航と遭難
1952年（昭和27年）9月23日午前10時15分、第五海洋丸は東京港を出発。船員は計31名で、うち科学技術者としては水路部の田山利三郎測量課長、中宮光俊海象課長、東京教育大学の河田喜代助助教授など9名がいた。
一方、東京水産大学の神鷹丸は、第五海洋丸よりも早い9月21日午前5時に東京を出発し、25日の午後5時に浦賀へ帰航している。神鷹丸が明神礁付近で調査を行ったのは第五海洋丸遭難前日の23日であったが、午後1時40分には凄まじい爆発に遭遇している。このとき、波高2メートルの津波が数回船を揺らし、噴煙は高さ8,000メートルに達したという。神鷹丸のデッキには無数の熱い軽石が降り注ぎ、船員たちは屋根の下へ逃げ込む有様だった。乗船していた日下実男は「私たちは、まったく幸運に、爆発の直撃から免れて、一目散に逃げ帰ることができたのである」と記している。
結局神鷹丸は無事に調査を終え、24日には浦賀へ帰航の最中であった。同日の午前3時過ぎには八丈島付近で、見張員が「遠くにすれちがう白燈」を認めている。これは明神礁へ調査に向かっていた、第五海洋丸の燈火であったと考えられている。
出航後、第五海洋丸からは次のような定時報告があった。
これを最後として、一切の通信は途絶えている。24日午前9時、水路部は第五海洋丸へ「明神礁確認の第一報知らせ　なお神鷹丸より明神礁は消滅せりとの通報あり　為念」との通信を送った。これにも応答はなかった。
順調に航行すれば、第五海洋丸の明神礁への到着は、24日の午前10時ごろであったと考えられている。午後0時19分、海上保安庁は問い合わせの無電を発信したが、やはり返信はなかった。午後3時には横浜通信所からも「連絡不能」との通信があったほか、翌25日午前6時になっても第五海洋丸は下田へ入港せず、この時点で懸念されていた遭難の疑いが一層強くなった。午前9時55分、捜索命令が発令された。

## 捜索
捜索に当たっては、海上保安庁から「げんかい」「しきね」「第四海洋丸」「むろと」「こうず」「たまなみ」などの多くの船が派遣されたほか、アメリカ空軍の飛行機も要請を受けて出動し、明神礁周辺の約12,000平方マイルをレーダーと肉眼で捜索した。しばらくはこのような捜索にも拘らず、何の手掛かりも得られなかった。その後、26日の午後6時に神奈川県三崎へマグロ漁を終えて帰港した漁船「第三日祥丸」の船長から、「25日1600前, ベヨネース列岩から南東5〜10浬の海面で多数の漂流物を目撃した。浮流物は本船の両側に4〜5浬にわたって散在し, 木箱, 醬油樽などいずれも新しいものだった。当時は第五海洋丸の遭難を知らなかつた」との報告が寄せられた。
27日午後1時50分、巡視船「こうず」が、北緯31.22度 東経139.55.5度の地点で「海上保安庁1」と記入された測量用浮標を発見し、続いて多くの破片が様々な場所で発見された。同日午後3時には、伝馬船の破片と思われるものと、無電室の防音用のコルク片と見られるものが見つかっており、7月まで第五海洋丸の乗組員であった者の鑑定によれば、確かに同船のものであるとされた。
午後4時40分には、「しきね」が船室用材と共に救命浮標を発見し、救命浮標の表面を塗り潰していた白ペンキを剥がすと「No.5 KAIYOMARU TOKYO」の文字が現れたことから、第五海洋丸の遭難は決定的なものとなった。他にも、木片、測量用杉丸太、伝馬船架台、短艇甲板、野菜箱の木片、樽、ボート外板などの漂流物が拾得された。
遭難者の特別捜索は、10月11日をもって打ち切られ、通常の海上パトロールに切り替えられた。

## 調査委員会
10月1日、「第五海洋丸遭難調査委員会」が海上保安庁内に設けられた。保安庁長官が委員長を務め、学識経験者14名と保安庁側の8名により構成された。また内部には、航海通信関係、地球物理関係、船体爆破関係の三つの分科が設けられた。委員会では分科会と総会を交互に繰り返し開催し、調査・検討・計算・実験などを行った。地球物理分科会の坪井忠二は、「誰も見ていたわけではないし, また判断の材料となる資料がただちにたくさんあるわけではない。だからそうはっきりした一義的の解答が出る筈はない。（中略）委員会の各分科において, 夫々独立に調べたところを照らしあわせる。そして（中略）すべてのふるいを通過したいわゆる最大公約数が, 確からしいものとして残るという方法にたよらざるを得ない」と述べている。
各分科会の委員は以下の通りで、津屋の代行者として森本良平、和達の代行者として川畑幸夫と中野猿人、山縣の代行者として元良誠三、平田の代行者として橋房夫などが関係した。
- 航海通信分科会 - 斎藤浄元、浅尾新甫、関谷健哉、熊凝武晴、伊藤庸二
- 地球物理分科会 - 坪井忠二、津屋弘達、和達清夫、三上知芳、宇田道隆、熊凝武晴
- 船体爆破分科会 - 山縣昌夫、千藤三千造、田村久三、平田森三

### 爆発発生時刻
第五海洋丸が巻き込まれたと推定される爆発は、誰も目撃した者がおらず、八丈島に大きな津波を起こすまでには至らなかった程度でもあった。そのため、爆発が起こったかどうかの確認すら、八丈島での波浪観測の津波記録に頼るほかなかった。波浪計での観測は、別の目的のために9月15日から中央気象台八丈島測候所で行われていたもので、翌16日の明神礁の第一回目の爆発の前日であったこと自体、全くの偶然だった。
波浪計では24日の午後0時53分、最大波高0.9メートルの津波（平均周期62秒）が観測されていた。明らかにこの津波は明神礁の爆発によるもので、計算の結果、推定爆発時刻は午後0時25分と導き出された。24日に観測された津波はこれのみであること、第五海洋丸が24日の午前9時30分以前に明神礁へ到達することは有り得ないことから、この爆発が遭難の原因らしいと考えられた。
また調査委員会では、「アメリカ海軍あたりの水中聴音の仕掛けに, 明神礁の爆発に伴なう水中音が記録されているのではあるまいか」として問い合わせを検討していた。すると、それよりも先に、アメリカ海軍電子工学研究所のロバート・ディーツから連絡があった。「アメリカの西海岸2ヵ所とハワイ島とに水中聴音器（SOFAR）があるが, 前の2ヵ所においては, 16日早朝から異常な水中音を何回となく記録している。これは明神礁の爆発と関係あるものと思われるから, 各爆発の時刻を知らせてほしい」と依頼があった。「話はむしろ逆」の依頼であったが、ともかくディーツはSOFARの記録を持って来日し、日本側の記録との照合が行われた。
SOFARは24日午前5時（世界時）に異常な水中音を記録していた。明神礁の爆発がSOFARに伝播するまでの時間は約1時間40分であると計算されたため、爆発時刻は世界時午前3時20分、日本時間に直すと午後0時20分となり、日本側の記録と「驚くべき一致」を示した。これにより、明神礁でこの時刻に大規模な爆発があり、第五海洋丸が巻き込まれて遭難したことは、ほぼ確定的となった。

### 漂流物の鑑定
巡視船は合計22個の漂流物を拾得した。その中には、第五海洋丸のマークが入ったものがある一方、全く見当のつかないものもあり、乗組員の記憶や写真、付着しているエボシガイの状況も頼りに、分類作業が行われた。
これら漂流物の大部分には明神礁と同質の石が突き刺さっており、その中には確実に第五海洋丸のものと認められる物も含まれていた。神鷹丸に乗船していた森本良平らが同様の明神礁の岩石を持ち帰っていたため、これを砕いて銃に詰め、木材に向けて発射するという実験が行われた。その結果、毎秒200 - 300メートルの速度でなければ硬い木材に岩石片が突き刺さることはない、と判明し、火山爆発の発生した可能性が濃厚となった。
岩石を分析した結果、これらの石は高温であったことも確認された。また明神礁付近の海水が相当に高温であったことも、僅か3日間浸かっていただけの、漂流物のペンキの緩み具合から確かめられた。
一方で31名の死体が全く回収されなかった理由について、船体爆破分科会理事として漂流物の鑑定に当たった塚本裕四郎は、通常であれば死体は2、3日後にガスが溜まって浮き上がるが、外傷がある場合や水深が深い場合はガスが漏れるため浮き上がらず、本事故の場合は火山爆発であること、火山の性質上海底は急傾斜していることからこの条件に当てはまるとし、また浮き上がったとしても漂流物から数十マイルも離れているため、発見は難しい、と考察している。
調査委員会は10月14日に中間報告を発表し、「漂流拾得物は第五海洋丸のものと認められ, これに突刺さっている岩片は, 明神礁の噴出物と認められる」「漂流物の破損状態によれば, 第五海洋丸は, 右舷側に瞬間的に大きな圧力を受け転覆したものと認められる」とした。
その上で12月22日には、以下の結論を出した。
なお、調査委員会は12月24日をもって解散した。

## 分析

### 遭難の要因
須田皖次は第五海洋丸を遭難へ導いた要因の一つとして、一時期は明神礁に形成されていた島が、遭難前日の23日に起きた大爆発でほぼ姿を消していたことを挙げ、「明神礁が相当な島を成している事しか知らない団員は、それが見えないので不審を持つと共に礁体の発見に苦心したに違いない」としている。森本良平も同様に、神鷹丸や第五海洋丸が明神礁に接近した理由として、海面上に火山が出現していたという報告を受けたことを挙げ、しかし明神礁の活動は、熔岩円頂丘または熔岩尖塔を徐々に上昇出現させ、激しい爆発によりそれらを崩壊させることを交互に繰り返すもので、両船が到着したときには既に、明神礁は水中に没していたことを指摘している。
明神礁の噴火がこうした、酸化岩漿による危険な性質のものであることは、第五海洋丸遭難後の9月23日、森本良平らが採取した噴火の抛出岩塊により、初めて確認された。森本は「このようなことが事前に判明していたならば, 無事帰還した筆者にしても, 遭難された河田博士にしても, 明神礁に近接するようなことはなかったであろう。まったく残念なことであった」と記している。
サイエンスライターの金子史朗も、粘り気の大きな安山岩や石英安山岩質のマグマは、マグマが粘るために常に大爆発を伴うとし、「明神礁は多孔質な軽石を噴出する火山である、という情報が測量着手前に第五海洋丸に十分に伝達されていたら、この悲劇は回避されていたことだろう。行動は少なくともより慎重なものとなったに違いないのである」と述べている。また、神鷹丸が前日に明神礁が極めて危険な火山であると確認しており、当局もその事実を把握していた筈であるにも拘らず、第五海洋丸に危険の認識が十分に伝達されなかったことを批判している。
須田はそのほかに、神鷹丸の報告によると、明神礁は爆発後30分も経つと紺碧の黒潮系海水で満たされ、トビウオが飛ぶような平穏な海に返ったこと、24日の午前5時から6時の間に起こった大爆発の際は、第五海洋丸は40マイル離れたところにいたため危険を確認できなかったと考えられることを挙げ、それらが警戒せずに火口へ近づいた要因となった可能性を考察している。また、音響測深機も第五海洋丸のものは指向性が強く、傾斜の急な側壁の場合は反射音が弱く明瞭な記録が得がたかったこと、コンパスも火山活動に伴う地磁気変化から、正確に動かなかった可能性があると指摘している。

### 残された謎
一方で、解けなかった謎も残った。
中でも、第五海洋丸には予備の無線機も搭載されており、通信関係に関しては局長以下、充分の人員がいたにも拘らず、23日の午後10時30分から沈没したと推定される24日の昼過ぎまで、海上保安庁の再三の無電の呼び掛けに対して応答しなかった理由は、謎のままとなっている。須田皖次も、「第五海洋丸には無電機が二種、然も各に二つの電源が用意され、その機能も完全であつた。（中略）無電の専門家の意見によると、あの完全な機械が二つとも故障を起す訳はないとの事である。若しそうだとすると益々解けない謎といわざるを得ない」と記している。
そのほかに須田は、死体や遺品が一つも発見されなかったこと（塚本の意見も参照）、約30トン積まれていた重油の浮遊が全く目撃されなかったこと（高根礁爆発説をとる塚本の意見も参照）、甲板上に置かれていたさして丈夫でもない空樽が全く損傷せず浮遊していたこと、流出した木材部には様々な方向から小岩片が突き刺さっていることを挙げている。また、重油の浮遊については「沈没の際重油タンクが破損しなければ重油は徐々に浮上すべく一目につかないのかもしれない」、小岩片については「あるいは、飛び上つてヒラヒラと空中で舞いながら落ちる途中で下方からも噴出した岩片が突き刺つたのかもしれない」と私見を述べている。

### 異説

#### 第三高根丸の一件
当時、水路部の編暦課長で理学博士だった塚本裕四郎は、事故から3年後の1955年（昭和30年）10月に水路部内で発表した論文『第3高根丸が明神礁付近で遭遇した洋上噴火について』で、第五海洋丸が遭遇した爆発は明神礁のものではなく、別の海底火山「高根礁」によるものだったとの説を提唱している。これは第五海洋丸の代船「明洋丸」の船長が、三重県鳥羽市の青峯山正福寺に奉納された額を発見したことに端を発する。
額は1915年（大正4年）6月に、静岡県志太郡焼津町（現・焼津市）の漁船「第三高根丸」の船長が海底火山の噴火に遭って遭難しかけた際、今後一生ベヨネース列岩で漁業をしないとの祈願を青峯山へ掛け、無事助かった御礼に奉納したものだった。額は右側に「洋上噴火遭遇の顚末」との文章が書かれ、左側に噴火と激浪にもまれる第三高根丸と青峯山の御神体の絵、下段に36名の乗組員の氏名が書かれていた。塚本は事実関係の確認のために、山崎嘉美保安官が当時船頭と機関長を務めていた2名に面接調査を実施し、額の絵と文章にはほぼ誤りがないこと、この大噴火は高根礁によるものだったことが確かめられたとしている。
第三高根丸は1915年（大正4年）6月18日に焼津港を発ち、ベヨネース漁場へ向かう途上の19日午前8時、明神礁付近で「水煙の天に冲する（砲弾の水煙柱に類似）」を認めた。しかし軍艦か商船の煙かと考え、そのまま航行を続け、午前9時30分にベヨネース列岩に到着した。そして先刻水煙を認めた位置に、20分 - 25分の間隔で、100メートルほどの高さで盛んに噴出する水煙柱を確認した。10時ごろには水煙は徐々に区域を拡大し、危険を感じた第三高根丸は南方に認めたカツオの群れのところへも向かわず、急いで帰航することとした。しかし水煙は急速に拡大し、やがて船を取り囲んだ。
午後0時半、平穏だった海上で突然高波が起こり、波は船舷を破って甲板に海水が浸入した。また明神礁方向の至近距離が噴出する煙、灰、砂、しぶきのため一面灰暗色となり、水煙の間には「すごき電光の如き大噴火柱現出し波勝崎（あるいは二見ヶ浦立岩）位と思はるる岩礁空中に噴出し（中略）その凄状筆舌に尽す能はず」という状況となった。船内は大混乱となったが、北方の青ヶ島へ向かって全速力で航走し、午後1時にようやく危険水域を脱出した。しかし依然として爆発は続いており、午後3時半になって徐々に、20マイル離れたところから望遠鏡で観察できなくなるに至った。

#### 塚本の分析
塚本は第三高根丸のこの記録について、午前8時から9時の水煙は明神礁の位置と一致し、当時の記録とも符合するため、明神礁の浅い噴火と考えられるが、午後0時半に発生した噴火は、位置と、高波の発生後であることと、爆音や爆風が感じられなかったことから、「明らかに高根礁の深海大爆発である」としている。その上で、第五海洋丸の遭難に関して従来解けなかった謎も、以下のように解ける、としている。
- 仮に第五海洋丸が明神礁で遭難したとすると、明神礁が予想に反して沈んでいるにも拘らず、何ら警戒する様子もなく、座礁の危険を犯して火口内に入ったことになる。しかしベヨネース列岩で船位を定めて明神礁方面へ向かったとすると、必ず高根礁の上を通ることになる。
- 第五海洋丸が右舷後方斜め下から爆発を受け、上部構造物は飛散したが、船体そのものは余り破壊されていないと推論されている。これは真上に噴き上げる明神礁では説明しがたいが、噴煙の幅が広い高根礁であれば説明でき、また深海爆発による水中衝撃波により浸水し、右舷へ傾いた際に石が噴出したとも考えられる。
- 第五海洋丸の漂流物には重油は全く付着しておらず、流出も確認できなかった。これは高根礁の深海爆発により大量の水が噴き上げられて船体が濡れて油が着かず、また船体が深海に沈み、流出した重油が海面へ達する前に広範囲に広がったためと考えられる。
- 第五海洋丸の漂流物に突き刺さった石は、噴出後長く海底にあって変質した石が多く、前日に神鷹丸が明神礁で採取したものと相違が大きい。高根礁の爆発は遭難日の1週間前にそれらしいものがあるだけであるので、そのときに火口周辺に堆積したものを飛散させたと考えられる。

#### 40年後の公表
塚本は1965年（昭和40年）に64歳で死去したが、1954年（昭和29年）夏ごろに、同僚で報道担当官の伊藤一夫を庁内で呼び、「第五海洋丸は明神礁の爆発で沈んだのではないと信じている。この論文は部内で発表したが、悲劇を繰り返さないために私の死後、外部に公表してほしい」と依頼していた。伊藤はその言葉に従い、1991年（平成3年）にこの論文を外部へ公表した。
一方で水路部では「四十年近くも前の論文の公表に当惑の表情」で、大島章一企画部長は「年月がたちすぎていて、（塚本論文が）正しいかどうかは判断できない」と述べたが、一方で「しかし、塚本さんが指摘した『高根礁』に該当する火口丘は、最新の無人自航式ブイ『マンボウ』による調査（一昨年五月実施）で存在が確認された。この結果から、塚本さんの主張が正しかった可能性はある」とし、今後の調査研究に生かしたい旨を述べている。

## 追悼と遺族

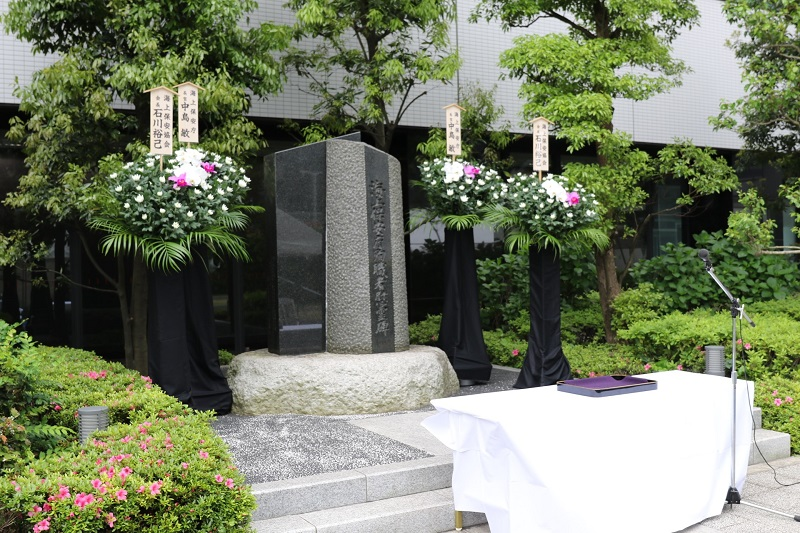
海上保安庁殉職者慰霊碑

10月28日、東京都中央区築地の築地本願寺で、第五海洋丸遭難者全員の合同慰霊祭が営まれた。31名の遺影を飾った祭壇の左右は、天皇・皇后からのものをはじめ、各方面から贈られた200近い花輪でうずめられた。翌1953年（昭和28年）1月22日には、殉職した31名全員を叙勲したことを内閣府賞勲部が発表している。
遭難から1年を迎える1953年（昭和28年）9月24日には海上保安庁水路部内で一周忌の慰霊祭が、2周年を迎える1954年（昭和29年）9月24日には、水路部構内の第五海洋会館で三周忌法要が営まれ、遺族43名と庁内関係者多数が参列している。
河田喜代助の妻である夏枝は、1955年（昭和30年）に機関誌『五海洋』を創刊して熱心に編集に打ち込み、第21号まで続いた。
本遭難で夫を失った佐藤静は1984年（昭和59年）の手記で、終戦後7年目の当時はまだ日本全体が貧しく、「従って現在のように公務死亡の遺族への補償も十分ではありませんでした。公務員の待遇は非常に悪い時代で, 補償額の算定基礎となる俸給は現在の豊かな生活からは想像もつかぬ程の低額で, 若ければ若い程俸給が少ないのでそれは苛酷なものでありました」「また, 現在のように保育所も整備されてなく, 幼児をかかえた妻としては全くお手上げの状態でした」と記している。
また遭難事故後、水路部構内には「五海洋会館」という名称の和室が設置され、毎年命日には全国から集まった遺族の有志が遺影に焼香し、近況を語り合う場となった。三十三回忌までは、毎年遺族が集まったという。また、海洋情報部の敷地内には、慰霊碑が建立されている。

## 影響
第五海洋丸の遭難が一般社会に伝えられたのは、25日正午のラジオニュースだった。須田皖次によればこの事件は「昭和二十七年の十大ニュースの一つに拾い上げられたほど当時の人心を刺激し、新聞に雑誌に種々な事が書き立てられた」とされる。また、第五海洋丸が失踪してから漂流物が発見されるまでは「ソ連の潜水艦が打沈めてソ聯に連行した」「米国海軍の艦船が第五海洋丸に衝突沈没して逃げた」などの突飛なデマが飛び交っていたという。
半澤正男は「昭和27年と言うと終戦から未だ日が浅く, 終戦で「領土」を失ったという思いが国民の間に未だ強く残っていた頃。それで, 明神礁の様な小島でも, それだけ国土が広くなると言った暢気なジョークが拡がりかけていたので, このニュースをきいて人々は文字通り三斗の冷水を浴びせられた様な思いをした訳です」と記している。

### 海上保安庁内
海上保安庁水路部は、代表的測量船の一つであった第五海洋丸の喪失により、水路業務能力に甚大な影響を受けた。1952年（昭和27年）から1953年（昭和28年）にかけては、日本近海の海洋観測が手薄になる事態となった。同年の8月31日には「明洋丸」を代替として新たに就航させた。
第五海洋丸の遭難は「海上保安庁水路部百十有余年の海洋調査の歴史の中で最も重大な事件として記録されているばかりでなく, わが国海洋調査史上特筆すべきものである」とされ、その後、水路部におけるあらゆる海洋調査の安全性と、積極的な業務遂行の指針となった。中川久によれば、1966年（昭和41年）には初代潜水調査船「しんかい」が3カ年計画で建造されたが、その際にも水路部長からは「『第五海洋』の事故を経験している水路部にとっては, 安全がすべてに優先するという指針で運用してもらいたい」と常に話があったという。また中川は、1982年（昭和57年）6月に鹿児島県の宝島東方で気泡が噴出していた海域の調査が行われた際にも、水路部担当課からは「変色水が発見された場合は, 爆発の危険性があるので, 現場には近づかないように。変色水が無くても現場の2マイル以内には入らないように」との指示があり、近づいて確認したい誘惑に駆られながらも、第五海洋丸の惨事が脳裡をかすめ、接近を取り止めたことを記している。中川は、「いかに科学技術が進歩しようとも, このか弱い人間が自然の猛威に立ち向かって, それに勝てるわけがない。自然の力を甘く見るな。自然の力をうまく利用して物事を成功裏に導びけと「第五海洋」の教訓は, われわれに語りかけているように思えてならない」としている。

### 事故を題材とした作品
児童劇作家の栗原一登は同年のうちに、本遭難事故を題材とした小学校高学年向けの学校用演劇『明神礁に消える』を執筆している。この作品はラジオのニュース、会話、無線、作文の朗読などを組み合わせたもので、作文は『サンデー毎日』10月12日号に掲載された中宮光俊の娘の、当時小学6年生である郁子のものが引用された。栗原は「上演の機会を得られたら、わたしに連絡するかわりに、郁子さんに力づけのハガキをあげてやってください」と記している。
また、田端義夫歌唱の歌謡曲『恨みは深し明神礁』も発表された。
日本画家の池田遙邨が1952年（昭和27年）に、明神礁の噴火を題材として描いた『幻想の明神礁』は、画家本人の「まったくの想像で描いた。大海にいきなり島ができた、という事件に夢とロマンを感じた」との言葉通りと見られていたが、2011年（平成23年）になって倉敷市立美術館が作品に取り掛かる直前に描かれた大下絵の調査を行ったところ、画面右上の船の横に「NO 5」と書かれていることが判明した。このことから、第五海洋丸の遭難をモデルとしていた可能性が高いと考えられた。一方で『幻想の明神礁』には大下絵の段階ではなかった花束が描かれており、同館は「測量船を直接描くのは生々しすぎたため、『NO 5』を消す一方、鎮魂の気持ちを花束に込めたのでは」と述べている。